# Audubon Ballroom
El Audubon Theatre and Ballroom, generalmente conocido como Audubon Ballroom, era un teatro y salón de baile ubicado en 3940 Broadway en West 165th Street en el vecindario Washington Heights de Manhattan, Nueva York. Fue construido en 1912 y diseñado por Thomas W. Lamb. El teatro fue conocido en varias ocasiones como William Fox Audubon Theatre, Beverly Hills Theatre y San Juan Theatre, y el salón de baile es conocido por ser el lugar del asesinato de Malcolm X el 21 de febrero de 1965. Actualmente es el Audubon Business and Technology Center y el Shabazz Center.

## Historia
El salón de baile Audubon fue construido en 1912 por el productor de cine William Fox, quien más tarde fundó Fox Film Corporation. Fox contrató a Thomas W. Lamb, uno de los arquitectos teatrales estadounidenses más importantes, para diseñar el edificio. El edificio contenía un teatro con 2500 asientos y un salón de baile en el segundo piso con capacidad para 200 invitados sentados. Durante su historia, el Audubon Ballroom se usó como una casa de vodevil, un cine y una sala de reuniones donde los activistas políticos se reunían a menudo.
En la década de 1930, la Congregación Emes Wozedek, una sinagoga cuyos miembros eran predominantemente inmigrantes de Alemania, comenzó a utilizar las salas del sótano del Audubon Ballroom para llevar a cabo sus servicios religiosos. Aproximadamente al mismo tiempo, varios sindicatos, incluidos los Trabajadores de Tránsito Municipal, el Sindicato de Hermandad de IRT y el Sindicato de Trabajadores del Transporte, utilizaron las salas de reuniones. En 1950, los feligreses compraron el edificio, y continuaron celebrando servicios allí hasta 1983.

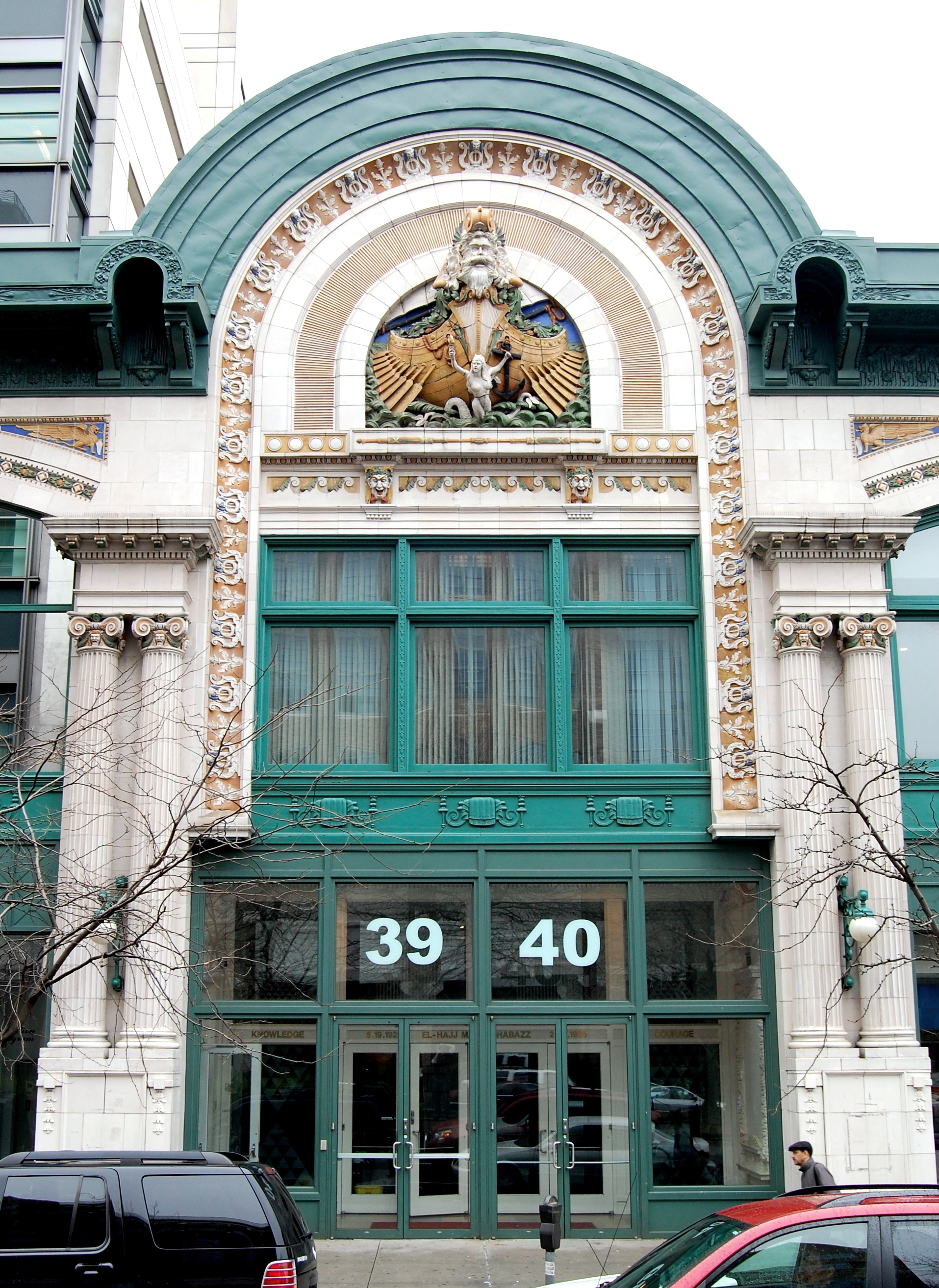
Entrada al Shabazz Center

Entre los muchos eventos que se llevaron a cabo en el salón de baile se encontraba el Festival anual de Mardi Gras de Nueva York.
Después de que Malcolm X dejó la Nación del Islam en 1964, fundó la Organización de la Unidad Afroamericana (OAAU), cuyas reuniones semanales se llevaron a cabo en el Audubon Ballroom. Fue en una de esas reuniones, el 21 de febrero de 1965, cuando Malcolm X fue asesinado mientras pronunciaba un discurso.
Debido al impago de los impuestos a la propiedad, la ciudad de Nueva York tomó posesión del teatro en 1967. Sin embargo, en las décadas de 1960 y 1970, el Salón de Baile operó como el Teatro San Juan, mostrando películas que se dirigían al vecindario cada vez más hispano. Cerró en 1980 y el edificio quedó vacío y el exterior se deterioró.

### Reutilización adaptable
En 1989, la Universidad de Columbia, con la Autoridad Portuaria de Nueva York y Nueva Jersey como socio, llegó a un acuerdo con la ciudad,  y en 1992 comenzó el proceso de demolición del Audubon Ballroom para reemplazarlo por un instalación de investigación médica.  Aunque muchos funcionarios de la ciudad, incluido el alcalde David Dinkins, estaban firmemente a favor del proyecto debido a los empleos y el ímpetu económico que traería al área, que había sufrido mucho en la recesión económica de la década de 1970,  activistas comunitarios y Columbia Los estudiantes universitarios – que ocuparon Hamilton Hall en el campus – protestaron por la demolición planificada y los grupos de preservación histórica demandaron sin éxito para evitarla. Tampoco pudieron persuadir a la Comisión de Preservación de Monumentos Históricos de la Ciudad de Nueva York para que celebrara una audiencia sobre la concesión del estatus de monumento histórico al edificio. 
Finalmente, se llegó a un compromiso, al menos en parte debido a la presión ejercida por la presidenta del condado de Manhattan, Ruth Messinger, y la viuda de Malcolm X, Betty Shabazz, quienes favorecieron la reutilización adaptativa del edificio. Fueron respaldados por un informe sobre su integridad estructural elaborado por un equipo pro bono de arquitectos reunidos por la New York Landmark Conservancy y la Municipal Art Society. El compromiso permitió a Columbia construir en la parte norte del edificio sus instalaciones de investigación, actualmente el Audubon Business and Technology Center en el Mary Woodard Lasker Biomedical Research Building, parte del Audubon Biomedical Science and Technology Park una asociación público-privada entre el Centro Médico de la Universidad de Columbia y los gobiernos estatales y municipales de Nueva York. A cambio, 2/3 de la fachada original del salón de baile Audubon (la parte a lo largo de Broadway y West 165th Street) se conservarían y restaurarían. Además, una parte del salón de baile interior donde Malcolm X fue asesinado fue restaurada y protegida, para convertirla en un museo en su honor.

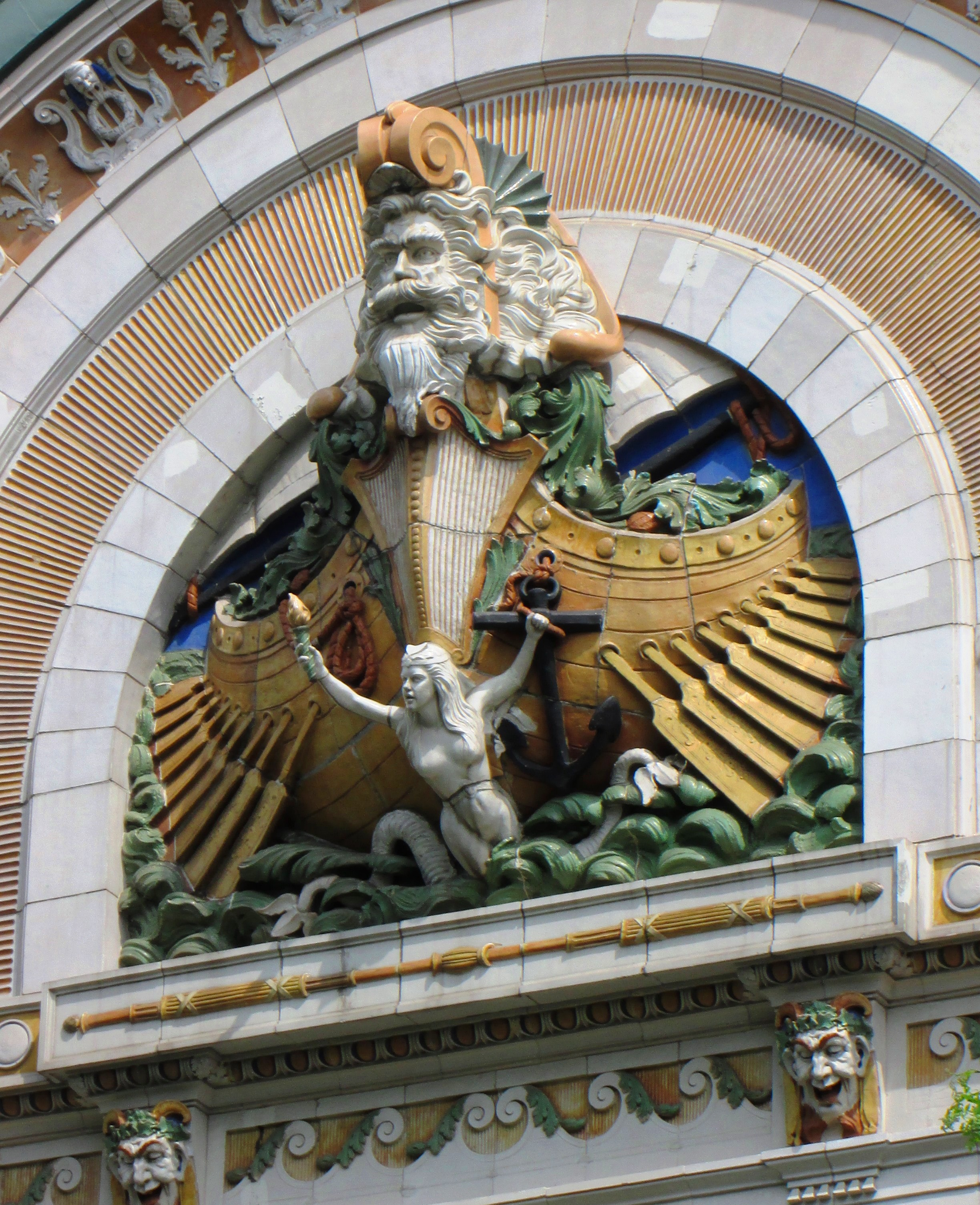
La estatua de Neptuno en un barco sobre la entrada.

En 2005, el Malcolm X and Dr. Betty Shabazz Memorial and Educational Center abrió en el vestíbulo para conmemorar las contribuciones que Malcolm X hizo al movimiento de derechos civiles.

## Arquitectura
El arquitecto Thomas Lamb, quien más tarde diseñaría el ecléctico United Palace cercano, fue un defensor del uso de ornamentación y color en los exteriores de su edificio. Él escribiría: "" Los ornamentos, colores y escenas exóticos son particularmente efectivos para crear una atmósfera en la que la mente es libre para divertirse y se vuelve receptiva al entretenimiento "  En línea con esta filosofía, la fachada del Audubon Ballroom presenta policromía vidriada terracota, incrustaciones y cornisas. Sus ornamentaciones incluyen zorros marrones entre las ventanas del segundo piso, con la intención de halagar a Fox, y, de manera más prominente, una colorida estatua tridimensional de Neptuno en un barco.
Las alteraciones al edificio en 1996 fueron realizadas por el estudio de arquitectura de Davis Brody Bond, quien también diseñó el nuevo edificio de la Universidad de Columbia, mientras que la restauración de la fachada estuvo a cargo del especialista en conservación Jan Hird Pokorny.